# Сикым
Сикым (каз. Сиқым) — казахский род, входящий в состав старшего жуза, один из четырёх родов племени Дулат.

## Происхождение
Для того чтобы прояснить происхождение какого-либо этноса, надо в начале выяснить его этническое название или его этноним — этимологию. По этой теории этноним Сикым определяется лингвистической реконструкцией, где по созвучию звуков с-ш-ч, қ-к-г, ы-i и л-н, м-д-л в тюркских языках и Алтайской семье языков (1. 28,31,67 с.с.) слово Сикым в казахском языке произносится как Шігiл, в других языках произносится Чигил. По этой реконструкции в средние века Сикым, населявшие Жетысу и Кашгарию, были тюркоязычными племенами Чигил.
Французский учёный П. Пелльо этноним чжиси одного из трёх карлукских племён транскрибирует как Чигил. По этой транскрипции, первая часть этнонима Чигил, чи обозначает «красный» в языке ландыков, составляющих племя хуннов.

## Гаплогруппы

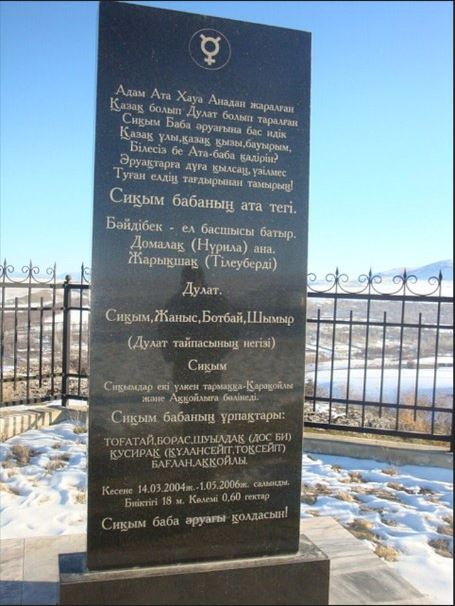
Родословное, родовое древо Сикым Баба

В исследовании Ж. М. Сабитова приводятся гаплогруппы, выявленные у представителей рода Сийкым (запись тестированного по следующим показателям: кит в ФТДНА, род, племя, клан): 166910 — Дулат-Сийкым-Аккойлы — С3-starcluster (12 маркеров); 172372 — Дулат-Сийкым-Тогатай-Бескаска — С3-starcluster (37 маркеров).
Гаплогруппа С3-starcluster, выявленная у представителей рода Сийкым и других Дулатских родов, согласно Ж. М. Сабитову, отражает генетический вклад нирун-монголов, потомков Бодончара (предка Дуглатов и других монгольских родов).

## История
Некоторые Казахстанские учёные причисляют Сикым к Чигиль. В этой версии есть разногласия. Толе-би говорит что Сикым сын Дулата жил при жизни Тамерлана. А это 1336—1405 г. А по многочисленным сведением Чигиль существовал до племени Сикым.

## Расселение
Из академического труда «Истории Казахстана» известно о расселении племени Чигил карлуков в Восточно-Казахстанской, Алматинской, Южно-Казахстанской областях в средине века. Этимологический вариант этнонима Чигил — Чилик, так как в этих краях в средние века проживали Чигилы, начиная с Тарбагатая и до среднего течение Сырдарьи и районе средневекового Фараби. И так в этих местах остались этноойконимы и этнотопонимы Шилик — Шелек. Недалеко от средневекового города Тараз находилось место, где жили Чигилы. Потомки Сикымов, начиная со средних веков и до сегодняшних дней, проживают в современной Алматинской, Жамбылской, Южно-Казахстанской областях Казахстана и в Ташкентской области Узбекистана.
В дастане Толе би, записанном Казангапом Байболулы, говорится о том, что Дулат отправит своих четырёх сыновей посмотреть землю и себя показать.

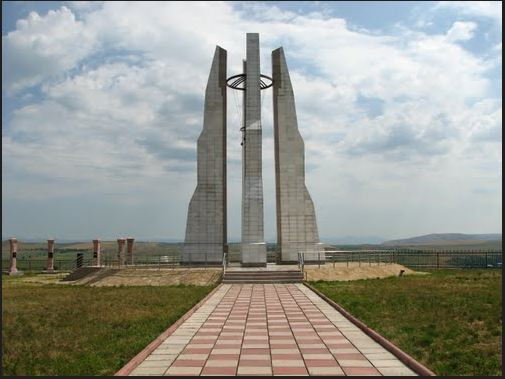
Монумент Сикым Баба

В дастане Сикыму дано благословение идти рыцарской дорогой. Ш. Уалиханов по этому поводу говорит, что казахи слово «серi» придают значение воина, храбреца, свободолюбивого, или по-европейски «рыцаря».
Арабский историк Мухаммад аль-Махсуди пишет: «Карлуки, жившие в Алтайских горах… делились на девять улусов… среди которых есть три улуса Шигилов, три улуса казахов». Что интересно, самый древний вариант слово «қазақ» (казах) записан на камне возле Оик Турана, одного из устьев реки Енисей. Там так сказано: Кзғоғлм — қазақ оғлум (4. 235 с.). С. Малов, видный учёный тюрколог, в связи с этими словами даёт два объяснения: «қызғақым», «қазғақым». Если в родословной Сикымов самый древний предок назывался Туран, то самый древний предок Ысты звался Оик. Достоверно то, что основу казахского народа, составляют племена, вошедшие в состав карлуков, пришедших на смену древнему государству Уйсунов. Казахские племена, возглавляемые Кереем и Жанибеком, основавшими в 1456 году Казахское ханство, поселились по соседству с Дулатами, жившими в Жетысу. По словам А. Маргулана, получив поддержку от Уйсунов-Дулатов, это усилило казахское государство. Позже народ, ставший известным как казахский, стал домом для всей тюркской династии.
Потомки старшего сына Дулата — Сикым владели землями по среднему течению рек Аксу, Машат и распространились от Алатау до Каратау. В Сайрамском районе Южно-Казахстанской области Казахстана, в месте проживания Сикымов в селе Карамурт, находится могила государственного деятеля, известного полководца Хэлэна, потомка Моде-Бахтияра, вождя хуннского племени, сыгравшего большую роль в истории. Хэлэн — прапрадед, великий полководец, восстановивший былую славу государства хуннов, прославившегося в 396—425 годах (5. 46-55 с.). Исторически достоверно то что ислам был официально внедрён как государственная религия тюркским народам государственным деятелем, каганом Арыстаном, выходцем из Чигил-Сикымов. В настоящее время его мавзолей находится в местечке расположения села Шиликти в окрестностях Отрара.

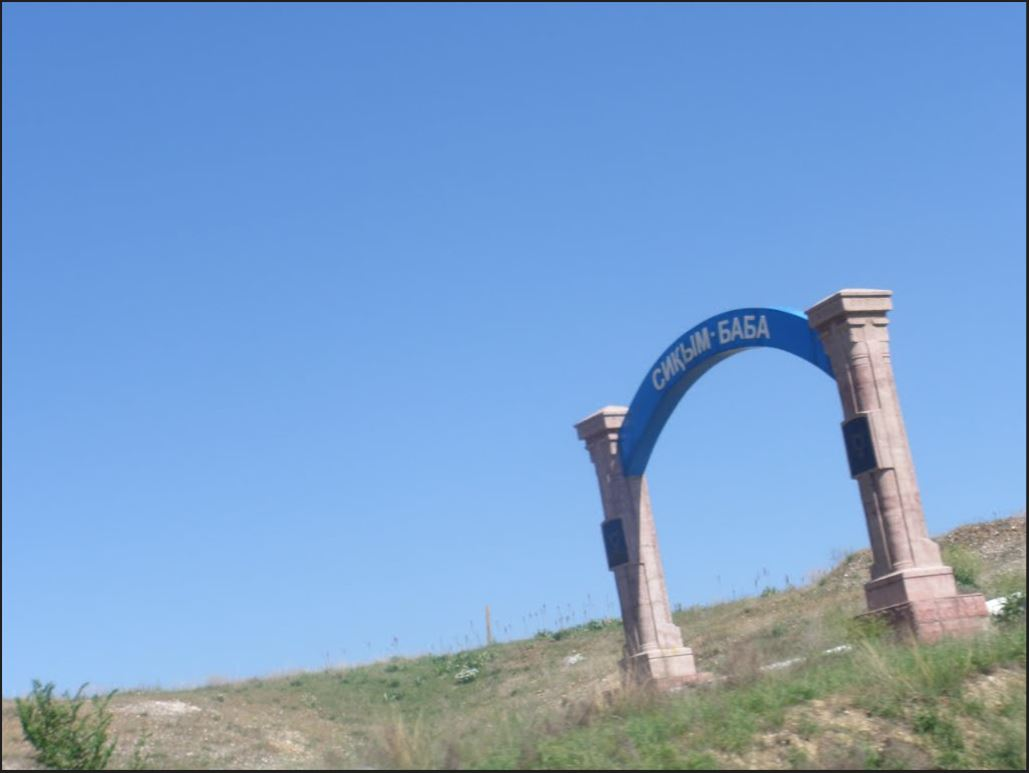
Вход на территорию мавзолея Сикым Баба

Дети Дулата — Жаныс и Ботбай были захоронены в окрестностях Сайрама. Разумеется, мазар Сикыма — владельца отчего дома Дулатов также находится в окрестностях Сайрама, а мазар предка Шымыра — Ташкенте. Могилы предка Байдибека, поднимавшего дух детей Уйсунов, матери Домалак ана и наших Пятерых матерей, находятся недалеко от Сайрама в окрестностях Шаяна, предки которых тюрки на свет явились у подножья Саяно-Алтайских гор.
Род Сикым является самым многочисленным родом в племени Дулат.

## Состав подрода, тамга и уран
| Племя | Род   | Состав (потомки) рода           | Тамга (родовой знак) | Уран (родовой клич) |
| ----- | ----- | ------------------------------- | -------------------- | ------------------- |
| Дулат | Сикым | Борас (Каракойлы)               | ,                    | "СИКЫМ", "РЫСБЕК"   |
| Дулат | Сикым | Тогатай                         | ,                    | "СИКЫМ", "РЫСБЕК"   |
| Дулат | Сикым | Шуылдак (Байсеит)               | ,                    | "СИКЫМ", "РЫСБЕК"   |
| Дулат | Сикым | Буас                            | ,                    | "СИКЫМ", "РЫСБЕК"   |
| Дулат | Сикым | Кулсеит (Кусирак)               | ,                    | "СИКЫМ", "РЫСБЕК"   |
| Дулат | Сикым | Акылбек                         | ,                    | "СИКЫМ", "РЫСБЕК"   |
| Дулат | Сикым | Куттыбай                        | ,                    | "СИКЫМ", "РЫСБЕК"   |
| Дулат | Сикым | Есбол (Аккойлы)                 | ,                    | "СИКЫМ", "РЫСБЕК"   |
| Дулат | Сикым | Есенгелды (Аккойлы и Каракойлы) | ,                    | "СИКЫМ", "РЫСБЕК"   |

## Известные представители
1. Рысбек Батыр
2. Кудайберген Байетулы
3. Батырбек Рысбекулы
4. Досмухамбет би
5. Тимур Аскарулы Кулыбаев
6. Аскар Алтынбекулы Кулыбаев
7. Талгат Кулыбаев
8. Аскар Токмагамбетов
9. Гани Калиев
10. Халык Абдуллаев
11. Зауытбек Турысбеков
12. Дархан Мынбай
13. Дихан Камзабекулы
14. Бакытжан Ертаев
15. Молдияр Оразалиев
16. Диханбек Сатылганов
17. Нуржан Нуржигитов
18. Ермахан Ибраимов
19. Азамат Сатыбалды